# Catherine-Polyxène de Solms-Rödelheim et Assenheim
Catherine-Polyxène de Solms-Rödelheim et Assenheim, née le lundi 30 janvier 1702 à Rödelheim et décédée le mardi 29 mars 1765 à Heidesheim, est une comtesse de Solms-Rödelheim.

## Biographie
Fille du comte de Solms-Rödelheim Louis de Solms-Rödelheim de Solms et de son épouse Charlotte-Sibylle d'Ahlefeld, elle se marie le mercredi 27 novembre 1726, à Eich, au comte de Leiningen-Dagsburg-Heidesheim Christian-Charles-Reinhard de Leiningen-Dagsbourg-Falkenbourg de Saargau, fils du comte de Leiningen-Dagsbourg-Heidesheim Jean-Charles de Leiningen-Dagsbourg-Heidesheim de Saargau et de son épouse Jeanne-Madeleine de Hanau-Lichtenberg de Hanau.

## Famille
Catherine-Polyxène a un frère, le comte de Solms-Rödelheim, Lothaire-Guillaume-Ernest de Solms-Rödelheim de Solms, né en 1703 et mort en 1722.
Ses grands-parents paternel sont le comte de Solms-Rödelheim Jean-Auguste de Solms-Rödelheim et Assenheim de Solms et son épouse Eléonore-Barbara-Marie Cratz de Scharffenstein Cratz. Ses grands-parents maternel sont le comte d'Ahlefeld-Rixingen Frédéric d'Ahlefeld-Rixingen d'Ahlefeld et son épouse Marie-Elisabeth de Leiningen-Hartenburg-Dagsburg de Saargau.

## Descendance
Catherine-Polyxène donne naissance à Jean-Charles-Louis de Leiningen (1727-1734), à Marie-Louise "Lambertine" de Leiningen-Dagsburg-Heidesheim de Saargau (1729-1818), à Polyxène-Wilhelmine de Leiningen-Dagsburg-Heidesheim de Saargau (1730-1800), à Sophie-Charlotte-Françoise de Leiningen ( 1731-1781), à Christine-Alexandrine-Catherine de Leiningen (1732-1809), et à Caroline-Félicitée de Leiningen-Dagsburg-Heidesheim de Saargau (1734-1810).